# Cigarilla
Cigarilla é um género botânico pertencente à família Rubiaceae.